# Supermoto

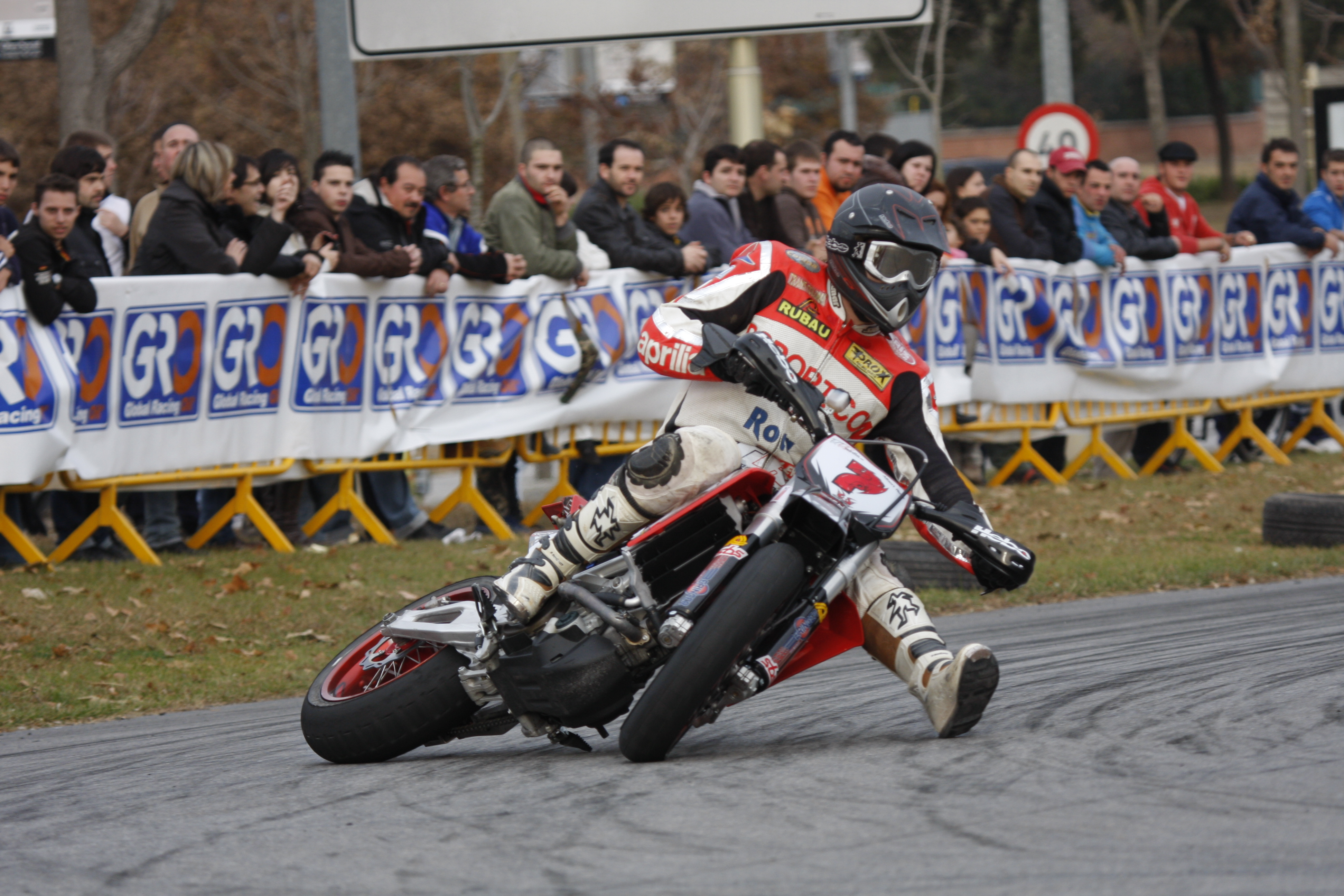
Piloto praticando supermotard

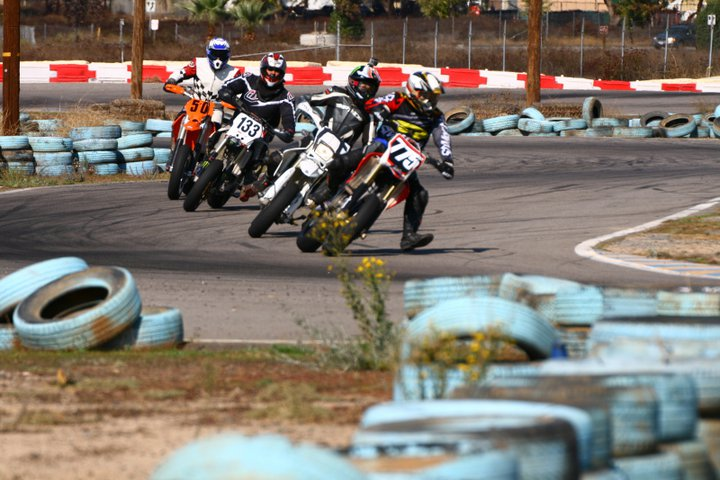
Uma prova em andamento na parte de asfalto

Supermoto, originalmente em francês Supermotard é uma variação do motociclismo, uma invenção recente de motocicletas de motocross em um circuito com partes de cimento ou asfalto e partes de trilha Off road, com os pneus lisos, tipo de estrada em vez dos pneus off-road. Algumas trilhas para estes eventos, têm saltos e curvas assim como trilhas verdadeiras do motocross. Para eventos especiais, a trilha de Supermoto pode incorporar rampas do metal para os saltos que podem ser desmontados e feito exame a outras posições. As corridas de Supermoto podem ocorrer em modificadas trilhas, estrada que competem e trilhas, ou mesmo em rua. Há também umas classes para crianças tais como a classe 85cc. Também podem ocorrer em autódromos, onde especificamente, o estilo usado é o drift.

## Principais características
- Rodas de estrada, geralmente raiada, 17 polegadas.
- Pneus de perfil baixo.
- Escapamento esportivo.
- Longo percurso do amortecedor dianteiro.
- Desenhos específicos do estilo.

## Histórico
Califórnia, década de 1970, surgia uma questão: "Quem é o melhor piloto do mundo das motos?". Para se avaliar isso de maneira justa, uma nova categoria foi criada, um tipo de "olimpíadas" onde os pilotos de todo o mundo correriam numa série de provas.
Os pilotos vinham de diversas categorias, Dragracing, dirt track, motocross, motovelocidade e enduro. Os traçados seriam um misto de tudo, ou seja, asfalto, terra, saltos, e os pilotos não poderiam trocar de moto, ou seja, teriam de utilizar a mesma moto para andar em todas os traçados. Havia BSA contra Yamaha TT 500 e outras Maquinas de Cross.
Entre os participantes havia nomes como Kenny Roberts (tri campeão mundial de MotoGP 500cc em 1978, 1979 e 1980 e o pai do também campeão das 500cc em 2000, Kenny Roberts Jr) e Freddie Spencer (bicampeão mundial das 500). O evento foi vencido por Kent Howerton numa Suzuki RM 370.
O formato de várias pistas acabou não agradando, e no ano seguinte, passou-se a usar um único tipo de traçado, mas com características de todos os tipos de pista, ou seja, o circuito teria uma parte de terra, asfalto e jumps (saltos).
O circuito escolhido foi o de Carlsbad, na Califórnia e foi construído seguindo as orientações de um piloto local, Eddie Lawson (três vezes campeão do Mundo nas 500).
A escolha das motos era aberta, sendo as Cross de 500 cc as preferidas. A Harley-Davidson investiu forte na nova categoria com sua XR 750, que era imbatível nas retas asfaltadas, mas perdia feio para as cross nos jumps e curvas de terra. O grande incentivo da categoria era a rede de TV americana Rede ABC, que cobria as provas ao vivo, até o fim de 1986, onde a rede deixou de transmitir e patrocinar a categoria.
Deve-se aos franceses a sobrevivência deste esporte. Mas esta modalidade não só sobreviveu como ganhou muita força, tendo sua base totalmente reestruturada no que é hoje em dia e foi chamada de supermotard.
Em comparação com a categoria original surgida na Califórnia, as mudanças se basearam no seguinte principio: diversão e adrenalina a baixo custo.
As motos estilo Off Road (cross, enduro) de variadas cilindradas e motores, com pneus e rodas de motos streets, ou seja, aros e pneus de 17 polegadas, provaram ser as mais rápidas neste tipo de competição.
As motos Off Road são bem mais baratas que as Super Esportivas, além de terem uma manutenção bem mais simplificada e acessível. 
As provas são um show a parte, onde as constantes derrapagens e ruídos de pneus cantando fazem a alegria dos entusiastas, que passaram a modificar também suas motos. A nova categoria foi um sucesso em vários países da Europa, que passaram também a organizar suas provas.
Anualmente (2008), se disputa uma prova especial chamada "Guidon D 'Or" (Guidão de Ouro) na França, onde os melhores pilotos de SM de todo o mundo disputam uma prova num circuito fechado em Paris.
A FIM (Federação Internacional de Motociclismo) decidiu elevar a categoria Mundial a supermotard. O primeiro mundial de SM que aconteceu em meados de 2002.
A grande influência desta nova "raça" de motocicletas passou a ser encarada com tanta seriedade, que grandes fabricantes de Motos de Enduro (KTM, Husqvarna Motocicletas, Husaberg, Derbi, Beta, VOR, Gas Gas) já fabricam regularmente modelos de supermotard para venda ao público.